# Campbell River Airport

i7
i11
i13
Der Campbell River Airport ist ein internationaler Flughafen auf Vancouver Island nahe der Stadt Campbell River, British Columbia, Kanada. Er ist rund um die Uhr das ganze Jahr geöffnet. Er liegt in der Zeitzone UTC-8 (DST-7).

## Start- und Landebahn
Beim Anflug auf den Flughafen stehen folgende Navigations- und Landehilfen zur Verfügung: NDB, VOR/DME, ILS
- Landebahn 12/30, Länge 1980 m, Breite 45 m, Asphalt.[2]

Die Landebahn hat ein Gefälle von 0,88 % (nordwestliches Ende: Elev 357 ft, südöstliches Ende: Elev 298 ft)

## Service
Da der Platz als airport of entry klassifiziert ist und dort Beamte der Canada Border Services Agency (CBSA) stationiert sind, ist hier eine Einreise aus dem Ausland zulässig.
Am Flughafen sind folgende Flugbenzinsorten erhältlich:
- AvGas  (100LL)
- Kerosin (Jet A-1)

## Flugverbindungen
Momentan gibt es drei regelmäßige Flugverbindungen nach Vancouver, Port Hardy und Bella Bella mit den Fluggesellschaften Pacific Coastal Airlines, Eagle Air und Central Mountain Air.

## Zwischenfälle
- Am 17. September 1969 wurde eine Convair CV-640 der Pacific Western Airlines (Luftfahrzeugkennzeichen CF-PWR) beim Anflug auf den Flughafen Campbell River (Vancouver Island) drei Kilometer vom Ziel entfernt in einen Hügel geflogen. Grund war das Fliegen eines improvisierten, nicht zulässigen Anflugverfahrens in schlechtem Wetter. Bei diesem CFIT, Controlled flight into terrain, wurden von den 15 Insassen 4 getötet, je zwei Besatzungsmitglieder und Passagiere.[4]